# Madhhab

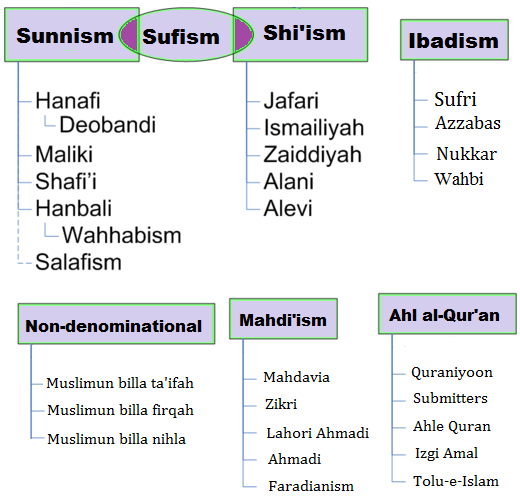
Madhhab

Madhhab eller Mazhab (arabiska مذهب ) (plural madhāhib) är en beteckning på en islamsk rättsskola. Termen madhhab har i det arabiska språkbruket flera betydelser där det förutom rättsskola även har kommit att bli det arabiska ordet för ”ideologi”, samt för ”konfession” och ”specifik religion”. Traditionellt sett räknar man med fem rättsskolor (madhāhib). Inom sunniislam finns i dag fyra rättsskolor (madhhaber); Hanafi, Maliki, Hanbali och Shafi. Det är inom dessa madhhaber som man under historiens gång har utvecklat hur sharia ska tillämpas rent praktiskt. De fyra olika madhhaber som existerar inom sunnitisk islam har alla sina egna regler med separata domstolar och domare (qadis). Trots att de är oberoende av varandra delar skolorna många likheter. Den femte rättsskolan utgör den mest betydelsefulla inom shiitisk islam. Rättsskolorna har fått sina namn efter den som räknas som lärofader:
- Maliki madhhab efter Malik ibn Anas Asbahi (död 795)
- Hanafi madhhab efter Abu Hanifa an-Numan ibn Thabit (död 767)
- Shafii madhhab efter Abu Abdullah Muhammad ibn Idris ash-Shafii (död 855)
- Hanbali madhhab efter Ahman ibn Hanbal (död 855)
- Jafari madhhab efter den sjätte shiitiske imamen Jafar al-Sadiq (död 765/766)

I Ammanbudskapet erkänns dock giltigheten hos åtta rättsskolor: fyra sunni (Hanafi, Maliki, Shafi'i och Hanbali), två shia (Ja'fari och Zaiddiyah), samt Ibadi och Thahiri.

## Historia
Under den islamiska rättsvetenskapens, fiqh, utveckling uppstod det en splitring mellan de som ville bygga lagen på förnuftet kombinerat med lokala seder, ahl al-ra'y, och de som ville följa profeten och hans följeslagares exempel, ahl al-hadith. Rättsvetenskapen gick under islams första två århundraden från att ha varit i en muntlig till att övergå i skriftlig form. Många av de tidiga rättslärda ansåg att det var fel att skriva ner den kunskap de lärde ut till sina elever utan menade att endast den kunskap som var lagrad i minnet var sann. Det var först i mitten av 700-talet som de lärda började skriva ner kunskapen och i slutet av samma årtionde började dessa anteckningar samlas ihop och organiseras till böcker. Men fortfarande var det endast de rättslärda själva som hade tillgång till dessa texter och deras elever fick bara del av kunskapen genom muntlig undervisning. Först i slutet av 800-talet blev den skriftliga kunskapsförmedlingen accepterad på så sätt att eleverna kunde skriva av de skriftliga källorna. Det uppstod rivalitet mellan grupper kring olika rättslärda då de hade olika syn på hur lagen skulle utformas. Skolriktningar började växa fram som senare kom att utvecklas till rättsskolor.
Under den umayyadiska perioden (661-750) blev Abu Hanifa den störste juridiska experten. Han skrev inte själv något men hans idéer nedtecknades av hans elever och kom senare att ligga till grund för den hanafitiska rättsskolan. Han tillhörde de som menade att tolkningen av lagen måste stå öppen för den personliga åsikten (ahl al-ray). Den andra gruppen, ahl al-hadith, betonade vikten av att följa profeten Mohammeds sunna som fanns nedtecknade i texter som kallas hadither. De ville dock inte formulera dessa hadither till lagar eftersom det var svårt att urskilja de ”sanna” haditherna från de ”falska”. Hadithernas trovärdighet berodde på vem som var källa till dem och vem som nedtecknat dem. En lösning på detta problem erbjöd Abu Abdullah Muhammad ibn Idris ash-Shafii när han utvecklade ett system för att klassificera haditherna efter trovärdighet. Shafii menade att varje hadith måste stödjas av en kedja (isnad) av fromma förfäder som går tillbaka till profeten Mohammed själv. För att en hadith ska verka trovärdig måste kedjan vara obruten och alla länkar i kedjan betraktas som goda muslimer. På detta sätt försökte Shafii medla mellan ahl al-hadith och de lärda, däribland Abu Hanifa, som hävdade behovet av ijtihad. På grund av sina insatser inom fiqh betecknas ofta Shafii som den islamiska rättens fader och han har fått ge namn åt den shafiitiska rättsskolan. 
Det hade funnits flera skolriktningar inom det islamiska rättssystemet men det var först under 1000-talet som det började växa fram det vi idag kallar rättsskolor, madhhab. Det fanns då endast de sunnitiska rättsskolorna som under 1200-talet stabiliserades i antal till fyra stycken: Hanafi, Maliki, Shafii och Hanbali. Den shiamuslimska rättsskolan, jafari, uppkallad efter den sjätte shiitiske imamen Jafar as-Sadiq, utvecklades egentligen först på 1700-talet.

## De fyra sunnitiska rättskolorna

### Maliki madhhab
Den malikitiska rättsskolan betonar den sunna som utvecklades i Medina, den sed som går tillbaka till profeten Mohammed och hans följeslagare, och kallas därför ibland för Medinaskolan. Den malikitiska rättsskolan fördömer starkt det som betraktas som kätteri eller avfall från islam och betraktas därför ofta som en sträng rättsskola. Samtidigt tar rättsskolan hänsyn till den egna åsikten i form av ra'y, dvs. utlåtanden som baseras på sunt förnuft och som inte alltid kräver uttryckliga textstöd. Den malikitiska rättsskolan finns främst i arabvärlden, framförallt i Nordafrika, men även i Östafrika (Sudan) och i Västafrika.

### Hanafi madhhab
Den hanafitiska rättsskolan betraktas ofta som den mest öppna av rättsskolorna och den som är minst sträng. Under det osmanska imperiet var den hanafitiska skolan officiell rättsskola och utvecklades och reformerades därför ständigt, samt stod alltid öppen för nytolkningar. Den hanafitiska rättsskolan tillämpades tidigare på Balkan och är idag den viktigaste rättsskolan i Centralasien.

### Shafi madhhab
Den shafiitiska rättsskolan betonar vikten av texterna som rättskälla medan den personliga åsikten inte betraktas som lika betydande. En av de mest framträdande teologerna inom den shafiitiska rättsskolan är persern Ghazali (död 1111). Det är även den riktning där man kan hitta flest kopplingar till sufismen. Den shafiitiska rättsskolan finner man främst runt Indiska oceanen: Indonesien, Malaysia Filippinerna, Indiska halvöns kuster, Östafrika samt Jemen.

### Hanbali madhhab
Den hanbalitiska rättskolan är den minsta bland de fyra sunnitiska rättsskolorna men betydelsefull då den genom tiderna inspirerat en rad reformrörelser. Inom den hanbalitiska rättsskolan betonar man betydelsen av al-salaf, ”de fromma förfäderna”, samtidigt som sådant som räknas som bida, ”innovationer”, bekämpas. Bland de framstående teologer som hör till den hanbalitiska rättsskolan kan nämnas Taqi al-Din Ibn Taymiyya (död 1328). Taymiyya i sin tur inspirerade upphovsmannen till rörelsen wahhabismen, Muhammad ibn Abd al-Wahhab (död 1791), en rörelse som utgör grunden för rättssystemet i Saudiarabien.